# La Neuville-sur-Oudeuil
Pour les articles homonymes, voir Neuville.
La Neuville-sur-Oudeuil est une commune française située dans le département de l'Oise en région Hauts-de-France.

## Géographie

### Localisation

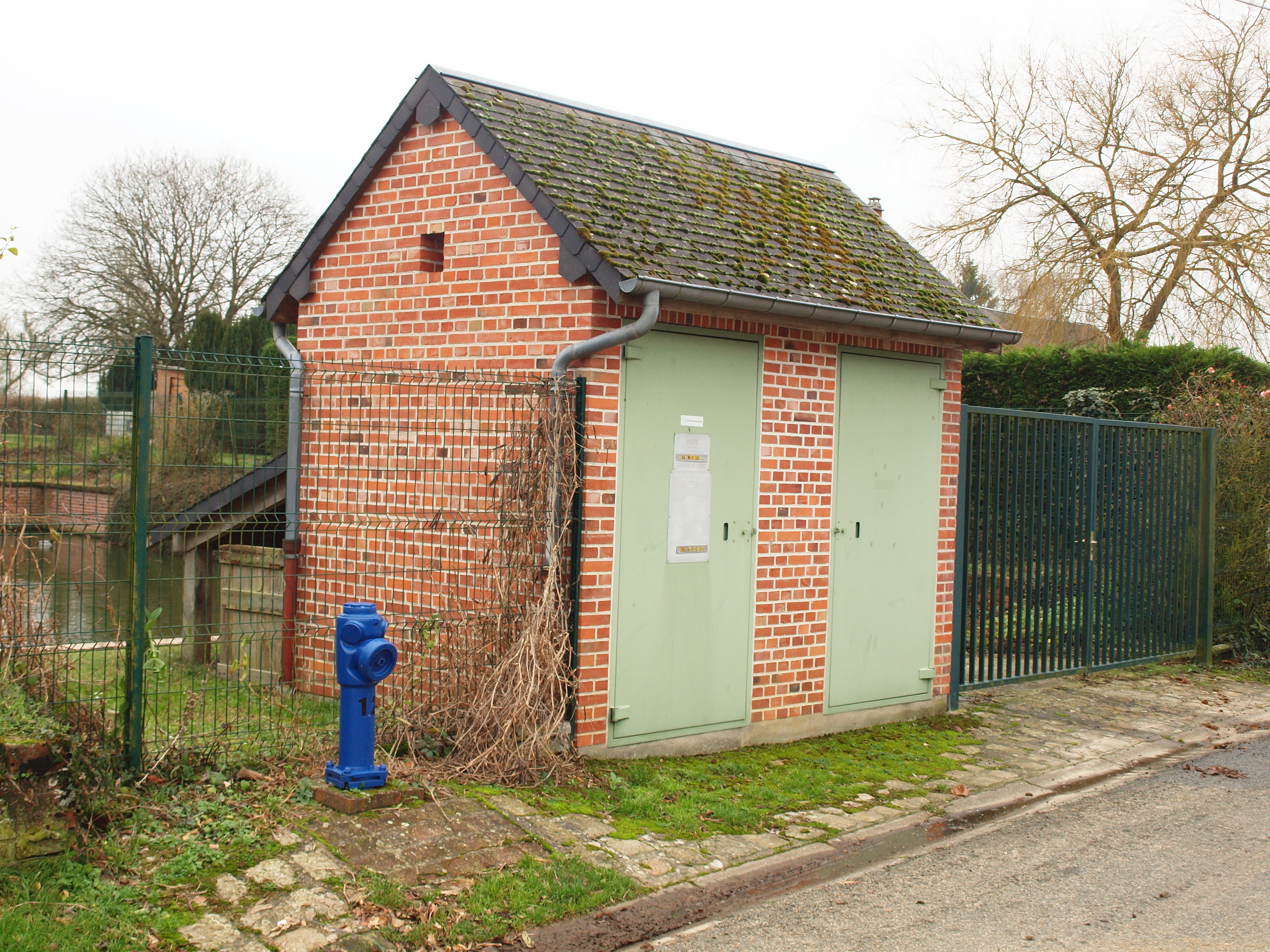
Transformateur EDF

La commune est un village rural picard, situé à l'est de Marseille-en-Beauvaisis.
Il est aisément accessible par les ex-routes nationales RN 1, dans son tracé initial ne passant pas par Amiens (actuelle RD 901) et RN 30 (actuelle RD 930).

### Communes limitrophes
| Haute-Épine |                         |          |
|             | La Neuville-sur-Oudeuil | Blicourt |
| Achy        | Saint-Omer-en-Chaussée  | Oudeuil  |

### Hydrographie
La commune est située dans le bassin Seine-Normandie. Elle n'est drainée par aucun cours d'eau,.

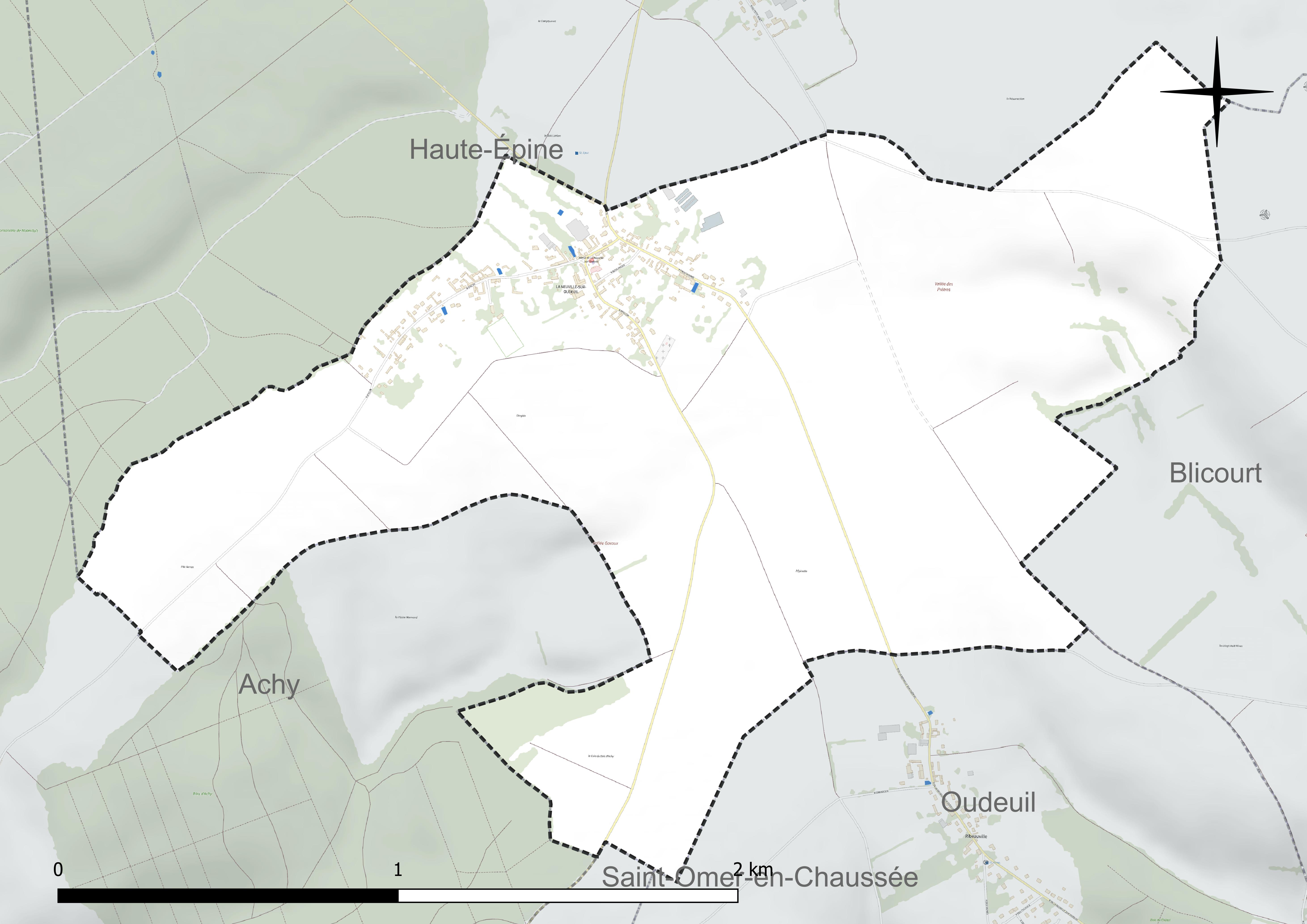
Réseau hydrographique de la Neuville-sur-Oudeuil.

### Climat
Pour des articles plus généraux, voir Climat des Hauts-de-France et Climat de l'Oise.
En 2010, le climat de la commune est de type climat océanique dégradé des plaines du Centre et du Nord, selon une étude du CNRS s'appuyant sur une série de données couvrant la période 1971-2000. En 2020, Météo-France publie une typologie des climats de la France métropolitaine dans laquelle la commune est exposée à un climat océanique et est dans la région climatique  Nord-est du bassin Parisien, caractérisée par un ensoleillement médiocre, une pluviométrie moyenne régulièrement répartie au cours de l'année et un hiver froid (3 °C). 
Pour la période 1971-2000, la température annuelle moyenne est de 9,9 °C, avec une amplitude thermique annuelle de 13,8 °C. Le cumul annuel moyen de précipitations est de 797 mm, avec 12,1 jours de précipitations en janvier et 8,6 jours en juillet. Pour la période 1991-2020, la température moyenne annuelle observée sur la station météorologique la plus proche, située sur la commune de Tillé à 14 km à vol d'oiseau, est de 11,0 °C et le cumul annuel moyen de précipitations est de 655,5 mm,. Pour l'avenir, les paramètres climatiques de la commune estimés pour 2050 selon différents scénarios d'émission de gaz à effet de serre sont consultables sur un site dédié publié par Météo-France en novembre 2022.

## Urbanisme

### Typologie
Au 1er janvier 2024, La Neuville-sur-Oudeuil est catégorisée commune rurale à habitat dispersé, selon la nouvelle grille communale de densité à sept niveaux définie par l'Insee en 2022.
Elle est située hors unité urbaine. Par ailleurs la commune fait partie de l'aire d'attraction de Beauvais, dont elle est une commune de la couronne,. Cette aire, qui regroupe 162 communes, est catégorisée dans les aires de 50 000 à moins de 200 000 habitants,.

### Occupation des sols
L'occupation des sols de la commune, telle qu'elle ressort de la base de données européenne d'occupation biophysique des sols Corine Land Cover (CLC), est marquée par l'importance des territoires agricoles (89,2 % en 2018), en diminution par rapport à 1990 (98,2 %). La répartition détaillée en 2018 est la suivante : 
terres arables (83,2 %), zones urbanisées (9 %), prairies (6,1 %), forêts (1,8 %). L'évolution de l'occupation des sols de la commune et de ses infrastructures peut être observée sur les différentes représentations cartographiques du territoire : la carte de Cassini (XVIIIe siècle), la carte d'état-major (1820-1866) et les cartes ou photos aériennes de l'IGN pour la période actuelle (1950 à aujourd'hui).

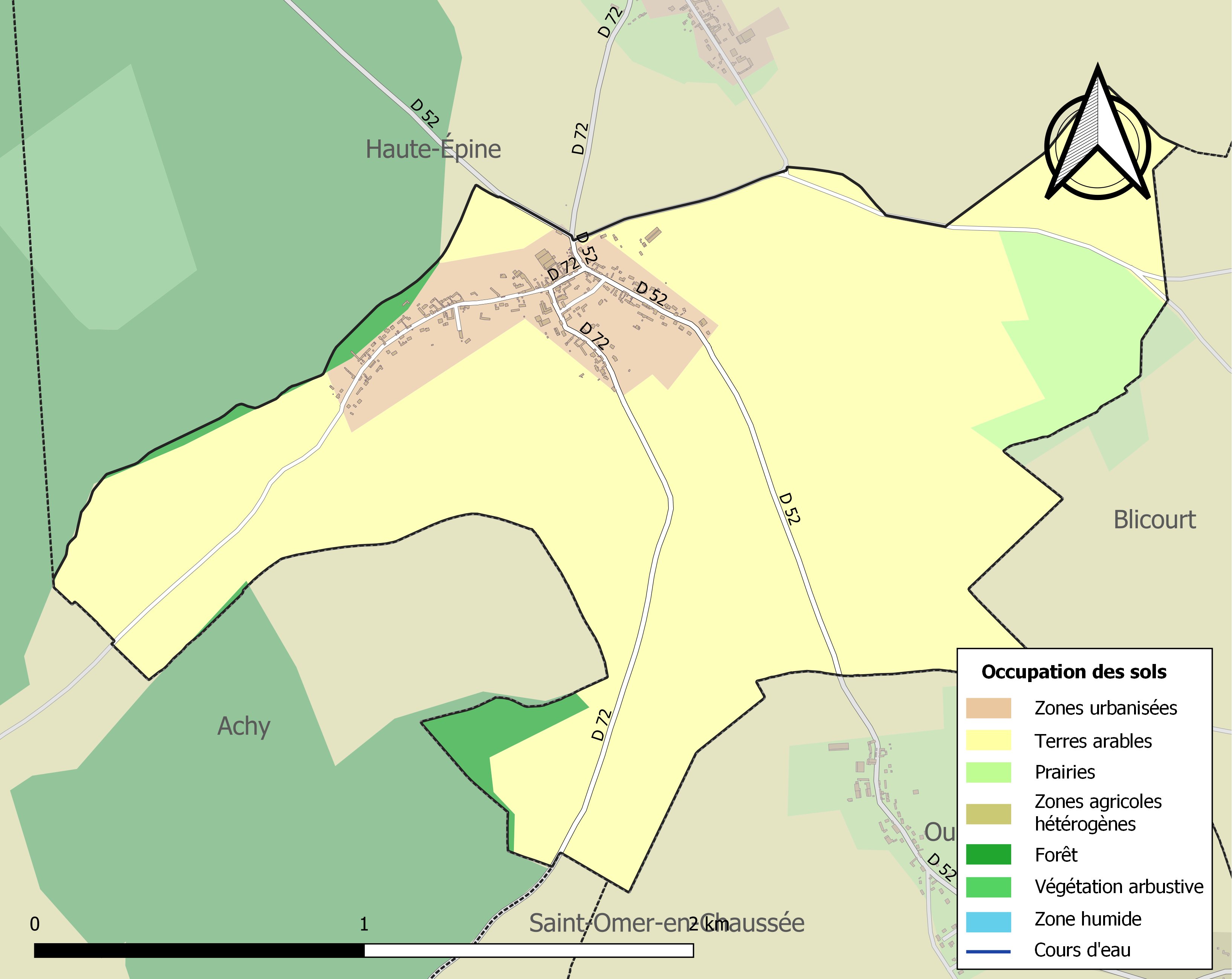
Carte des infrastructures et de l'occupation des sols de la commune en 2018 (CLC).

### Voies de communication et transports
La commune est desservie, en 2023, par les lignes 614, 616, 6103 et 6104 du réseau interurbain de l'Oise.

## Toponymie
La localité a été connue sous les noms de Neuville-sur-Oudeuil, la  Neufville-sur-0udeul, la  Neuville-sur-Oudeil, la  Neuville-sur-Oudeur, LaNeuville-sur-Achy, Nova villa suprà Ûbdoriam, Nova villa supra Acheium
Le nom Neuville dérive du latin novavilla, ou « nouveau domaine ».
La Neuville est au nord ouest de Oudeuil.

## Histoire
La Neuville est une fondation tardive, effectuée au début du XIIIe siècle par Pierre II de Milly, seigneur d'Achy. Elle visait à créer, comme souvent à l'époque, un lieu de concentration de la population afin de gagner des terres nouvelles par défrichement forestier. Dans ce cas, il s'agissait de la forêt fe Malmifait, qui n'était pas  distincte alors des  bois d'Achy et d'Autrèche.
En 1452, à la fin de la guerre de Cent Ans, La Neuville est pillée par la  garnison de  Bulles qui, avec d'autres troupes anglaises et bourguignonnes, dévastait tout le Beauvaisis.
Vers 1480, un certain sieur Blancousys, conseiller de Marguerite de Bourgogne, composa dans la commune le chant Réveillez-vous Picards, aujourd'hui considéré comme l'hymne régional de Picardie.
En 1608, l'église paroissiale, sous le vocable de saint Michel, appartenait au chapitre de Beauvais, est cédée à l'évêque diocésain.
Louis Graves notait au début du XIXe siècle que l'on fabriquait à La Neuville  « des   bas   de  laine. La  population qui est   pauvre généralement, fournit beaucoup de charpentiers, maçons et autres ouvriers ».

## Politique et administration

### Rattachements administratifs et électoraux
La commune se trouve dans l'arrondissement de Beauvais du département de l'Oise. Pour l'élection des députés, elle fait partie depuis 1986 de la première circonscription de l'Oise.
Elle faisait partie depuis 1793 du canton de Marseille-en-Beauvaisis. Dans le cadre du redécoupage cantonal de 2014 en France, elle intègre la canton de Grandvilliers.

### Intercommunalité
La commune est membre depuis 1997 de la communauté de communes de la Picardie verte (CCPV), qui succède à plusieurs SIVOM, dont celui de Marseille-en-Beauvaisis, créé en 1965.

### Liste des maires
| Période                                  | Période  | Identité          | Étiquette | Qualité                                |
| ---------------------------------------- | -------- | ----------------- | --------- | -------------------------------------- |
| Les données manquantes sont à compléter. |          |                   |           |                                        |
| mars 1989                                | 2014     | Marcelle Savreux  |           | Fonctionnaire de l'éducation nationale |
| mars 2014                                | 2020     | Thierry Versluys  |           | Cadre du secteur privé                 |
| 2020                                     | En cours | Christine Ortégat | DVG       | Professeure des écoles                 |

## Population et société

### Démographie

#### Évolution démographique
L'évolution du nombre d'habitants est connue à travers les recensements de la population effectués dans la commune depuis 1793. Pour les communes de moins de 10 000 habitants, une enquête de recensement portant sur toute la population est réalisée tous les cinq ans, les populations de référence des années intermédiaires étant quant à elles estimées par interpolation ou extrapolation. Pour la commune, le premier recensement exhaustif entrant dans le cadre du nouveau dispositif a été réalisé en 2005.

En 2022, la commune comptait 304 habitants, en évolution de −7,6 % par rapport à 2016 (Oise : +0,87 %, France hors Mayotte : +2,11 %).
| 1793 | 1800 | 1806 | 1821 | 1831 | 1836 | 1841 | 1846 | 1851 |
| ---- | ---- | ---- | ---- | ---- | ---- | ---- | ---- | ---- |
| 612  | 630  | 650  | 564  | 571  | 564  | 534  | 533  | 540  |

| 1856 | 1861 | 1866 | 1872 | 1876 | 1881 | 1886 | 1891 | 1896 |
| ---- | ---- | ---- | ---- | ---- | ---- | ---- | ---- | ---- |
| 514  | 476  | 437  | 405  | 385  | 350  | 323  | 299  | 282  |

| 1901 | 1906 | 1911 | 1921 | 1926 | 1931 | 1936 | 1946 | 1954 |
| ---- | ---- | ---- | ---- | ---- | ---- | ---- | ---- | ---- |
| 277  | 270  | 257  | 226  | 219  | 210  | 187  | 215  | 223  |

| 1962 | 1968 | 1975 | 1982 | 1990 | 1999 | 2005 | 2006 | 2010 |
| ---- | ---- | ---- | ---- | ---- | ---- | ---- | ---- | ---- |
| 223  | 213  | 237  | 273  | 270  | 283  | 301  | 300  | 343  |

| 2015 | 2020 | 2022 | - | - | - | - | - | - |
| ---- | ---- | ---- | - | - | - | - | - | - |
| 331  | 312  | 304  | - | - | - | - | - | - |

#### Pyramide des âges
La population de la commune est relativement jeune.
En 2018, le taux de personnes d'un âge inférieur à 30 ans s'élève à 34,0 %, soit en dessous de la moyenne départementale (37,3 %). À l'inverse, le taux de personnes d'âge supérieur à 60 ans est de 21,4 % la même année, alors qu'il est de 22,8 % au niveau départemental.
En 2018, la commune comptait 154 hommes pour 167 femmes, soit un taux de 52,02 % de femmes, légèrement supérieur au taux départemental (51,11 %).
Les pyramides des âges de la commune et du département s'établissent comme suit.
| Hommes | Classe d’âge | Femmes |
| ------ | ------------ | ------ |
| 0,0    | 90 ou +      | 0,0    |
| 6,0    | 75-89 ans    | 4,9    |
| 16,0   | 60-74 ans    | 16,0   |
| 26,0   | 45-59 ans    | 24,7   |
| 19,3   | 30-44 ans    | 19,1   |
| 10,0   | 15-29 ans    | 17,9   |
| 22,7   | 0-14 ans     | 17,3   |

| Hommes | Classe d’âge | Femmes |
| ------ | ------------ | ------ |
| 0,5    | 90 ou +      | 1,4    |
| 5,5    | 75-89 ans    | 7,6    |
| 15,6   | 60-74 ans    | 16,3   |
| 20,8   | 45-59 ans    | 20     |
| 19,4   | 30-44 ans    | 19,4   |
| 17,6   | 15-29 ans    | 16,2   |
| 20,6   | 0-14 ans     | 19,1   |

### Enseignement
Les communes d'Achy, Haute-Épine et de La Neuville-sur-Oudeuil se sont unies dans le cadre d'un regroupement pédagogique intercommunal (RPI) qui scolarise leurs enfants, soit, en 2017-2018, 102 enfants répartis dans une classe à Achy (CM 1 et CM2), une classe à la Neuville-sur-Oudeuil (maternelles 1re et 2e année et deux classes à Haute-Epine (maternelle 3e année, CP, CE1 et CE2.
Chacune des classes a été dotée en 2018 d'un tableau numérique, financé par l'État, la réserve parlementaire du député Olivier Dassault, le département, la coopérative scolaire et le syndicat de communes gérant le RPI.

## Culture locale et patrimoine

### Lieux et monuments
- Eglise Saint-Michel, reconstruite en 1869 en briques et dominée par un haut clocher en charpente et ardoises[15].

L'église forme avec le presbytère, la remise de la pompe à incendie et l'école un intéressant ensemble homogène, bien représentatif de la construction en milieu rural à la fin du Second Empire